# قلعه هاشم‌آباد
قلعه هاشم‌آباد مربوط به دوره صفوی است و در شهرستان خاتم، روستای هاشم‌آباد واقع شده و این اثر در تاریخ ۹ اردیبهشت ۱۳۸۲ با شمارهٔ ثبت ۸۵۵۳ به‌عنوان یکی از آثار ملی ایران به ثبت رسیده‌است.